# Christian Marek
Christian Marek (* 25. September 1950 in Kassel) ist ein deutscher Althistoriker und Epigraphiker.
Christian Marek studierte Geschichte, Klassische Philologie und Philosophie an den Universitäten Marburg und Cambridge. Er legte 1979 sein Staatsexamen ab und wurde 1982 in Marburg mit der Arbeit Die Proxenie promoviert. 1989 erfolgte ebenfalls in Marburg die Habilitation. Danach wurde er Hochschulassistent an der Universität. 1989 übernahm er eine Lehrstuhlvertretung an der Universität Siegen. 1990 wurde Marek Hochschuldozent an der Universität Marburg. 1992/1993 war er Forschungsstipendiat am Institute for Advanced Study in Princeton. 1993 wurde Marek an die Universität Zürich berufen und begann 1994 als außerordentlicher Professor mit der Lehre. 2000 wurde er Vorsteher des Historischen Seminars, 2001 zum ordentlichen Professor in Zürich ernannt. Für das akademische Jahr 2012/2013 erhielt er das Gerda Henkel Scholarship für einen Forschungsaufenthalt an der Brown University. 2016 wurde er emeritiert. Sein Nachfolger wurde Andreas Victor Walser.
Marek beschäftigt sich vorrangig mit der historischen Landeskunde Kleinasiens sowie der antiken Geschichte im östlichen Mittelmeerraum und dem Vorderen Orient. Seit der ersten Hälfte der 1980er Jahre führt Marek Feldforschungen und epigraphische Studien in Kleinasien durch. Er arbeitet zurzeit an einer Edition der Inschriften von Pompeiopolis in Paphlagonien und einer Ergänzung seines Corpus der Inschriften von Kaunos in Karien.

## Schriften
- Die Proxenie (= Europäische Hochschulschriften. Reihe 3: Geschichte und ihre Hilfswissenschaften. Band 213). Peter Lang, Frankfurt am Main und andere 1984, ISBN 3-8204-7595-8.
- Stadt, Ära und Territorium in Pontus-Bithynia und Nord-Galatia (= Istanbuler Forschungen. Band 39). Wasmuth, Tübingen 1993, ISBN 3-8030-1760-2.
- mit Cengiz Işık: Das Monument des Protogenes in Kaunos (= Asia Minor Studien. Band 26). Habelt, Bonn 1997, ISBN 3-7749-2815-0.
- Pontus et Bithynia. Die römischen Provinzen im Norden Kleinasiens (Zaberns Bildbände zur Archäologie/Sonderhefte der Antiken Welt/Orbis Provinciarum). Philipp von Zabern, Mainz 2003, ISBN 3-8053-2925-3.
- Die Inschriften von Kaunos (= Vestigia. Band 55). C.H. Beck, München 2006, ISBN 978-3-406-55074-4.
- Geschichte Kleinasiens in der Antike (Historische Bibliothek der Gerda-Henkel-Stiftung). C.H. Beck, München 2010, ISBN 978-3-406-59853-1. 3. Auflage, ebenda 2017, ISBN 978-3-406-70971-5.
- mit Mustafa Adak: Epigraphische Forschungen in Bithynien, Paphlagonien, Galatien und Pontos (= Philia. Supplementband 2). Kabalcı Yayıncılık, Istanbul 2016, ISBN 978-605-9872-38-6.
- mit Emanuel Zingg: Die Versinschrift des Hyssaldomos und die Inschriften von Uzunyuva (Milas/Mylasa) (= Asia Minor Studien. Band 90). Rudolf Habelt, Bonn 2018, ISBN 978-3-7749-4143-4.
- Rom und der Orient. Reiche, Götter, Könige. C.H. Beck, München 2023, ISBN 978-3-406-80688-9.